# Комната смерти (фильм, 2007)
«Комната смерти» (фр. La chambre des morts) — фильм режиссёра Альфреда Лота.

## Сюжет
Двое безработных программистов, в безлюдном месте по дороге домой, случайно сбивают мужчину. При нём они находят кейс с двумя миллионами евро. Они прячут тело и решают забрать деньги себе, не подозревая о том, что мужчина — отец похищенной девочки, а деньги — выкуп за неё.
Не получив денег, маньяк убивает жертву, одев её как популярную когда-то во Франции куклу. Расследование поручают Люси Аннабель — молодой женщине, вернувшейся в полицию после рождения близнецов. Расследование только начинается, как маньяк похищает ещё одну девочку. Теперь нужно спешить, чтобы успеть спасти хотя бы её.
Расследование приведёт Люси к тайнам её детства, ведь она не знала своих родителей — её удочерили, когда она была совсем маленькая.

## В ролях
| Актёр           | Роль                 |
| --------------- | -------------------- |
| Мелани Лоран    | Люси, следователь    |
| Эрик Каравака   | Морено / Пьер Норман |
| Жиль Леллуш     | Сильвен              |
| Жонатан Заккаи  | Виго                 |
| Селин Саллетт   | Аннабель             |
| Лоуренс Кот     | Алекс                |
| Фанни Коттансон | мать Люси            |

## Награды
- 2008 — «Премия Люмьер» — Приз за лучший сценарий[1]